# Gatautiškės miškas
Gatautiškės miškas este o arie protejată (sit de importanță comunitară — SCI) din Lituania întinsă pe o suprafață de 262,96 ha, integral pe uscat.

## Localizare
Centrul sitului Gatautiškės miškas este situat la coordonatele 55°39′23″N 22°21′07″E / 55.6564°N 22.3519°E.

## Înființare
Situl Gatautiškės miškas a fost declarat sit de importanță comunitară în decembrie 2021 pentru a proteja un număr necunoscut de specii din flora spontană și fauna sălbatică aflate în arealul zonei.

## Biodiversitate
Situată în ecoregiunea boreală, aria protejată conține 2 habitate naturale: Păduri caducifoliate de mlaștină fino-scandinave, Mlaștini împădurite.
La baza desemnării sitului se află un număr nedeclarat de specii protejate.